# 勐腊三栉毛蛛
勐腊三栉毛蛛（学名：Tricalamus menglaensis）为管网蛛科三栉毛蛛属的动物。在中国大陆，分布于云南等地。该物种的模式产地在云南。